# Mohammad Abu Fani
Mohammad Abu Fani (arabisch محمد ابو فاني‎, hebräisch מוחמד אבו פאני‎; * 27. April 1998 in Kafr-Qara) ist ein israelischer Fußballspieler. Er steht bei Ferencváros Budapest unter Vertrag und ist israelischer Nationalspieler.

## Karriere

### Verein
Mohammad Abu Fani war einst in die Jugendabteilung von Maccabi Haifa gekommen und gab am 13. Mai 2017 im Alter von 19 Jahren bei der 0:1-Niederlage gegen Ihud Bnei Sachnin in der Meisterrunde sein Profidebüt in der höchsten israelischen Spielklasse. Zur Saison 2017/18 wechselte der nur 1,64 m große Mittelfeldspieler auf Leihbasis zum Zweitligisten Hapoel Ramat Gan und sammelte dort Spielpraxis. Auch zur Saison 2018/19 wurde Abu Fani verliehen, nun innerhalb der höchsten Spielklasse an Hapoel Hadera, doch zur Winterpause wurde der Leihvertrag wieder aufgelöst und er kehrte zu Maccabi Haifa zurück. Im September 2019 wurde er wieder an Hapoel Hadera verliehen, ehe ihm dann in der Saison 2020/21 bei Maccabi in Haifa der Durchbruch gelang. Dabei stand Mohammad Abu Fani bei seinen Einsätzen in der Liga meist in der Anfangself und war dabei als defensiver oder zentraler Mittelfeldspieler erste Wahl. Zum Saisonende stand der Gewinn der israelischen Meisterschaft, die in der Spielzeit 2021/22 verteidigt werden konnte. Des Weiteren stand er Abu Fani mit seinem Verein 2022 im Finale des israelischen Pokals, wo man nach Elfmeterschießen gegen Hapoel Beer Sheva verlor.
Im Sommer 2023 wechselte er zum ungarischen Rekordmeister Ferencváros Budapest, mit dem er 2024 ungarischer Meister wurde.

### Nationalmannschaft
Mohammad Abu Fani war israelischer Nachwuchsnationalspieler und debütierte am 8. Oktober 2020 in Glasgow im Halbfinale in den Play-offs der Qualifikation zur Europameisterschaft 2021 gegen Schottland für die A-Nationalmannschaft der Israelis. In diesem Spiel verlor Israel nach Elfmeterschießen, womit die Qualifikation verfehlt wurde. In der Qualifikation für die Weltmeisterschaft 2022 in Katar kam Abu Fani zu fünf Einsätzen.